# Jean Thieulin
Pour les articles homonymes, voir Thieulin (homonymie).
 (mars 2025).
 (mars 2025).
La mise en forme du texte ne suit pas les recommandations de Wikipédia : il faut le « wikifier ».
Les points d'amélioration suivants sont les cas les plus fréquents :
- Les titres sont pré-formatés par le logiciel. Ils ne sont ni en capitales, ni en gras.
- Le texte ne doit pas être écrit en capitales (les noms de famille non plus), ni en gras, ni en italique, ni en « petit »…
- Le gras n'est utilisé que pour surligner le titre de l'article dans l'introduction, une seule fois.
- L'italique est rarement utilisé : mots en langue étrangère, titres d'œuvres, noms de bateaux, etc.
- Les citations ne sont pas en italique mais en corps de texte normal. Elles sont entourées par des guillemets français : « et ».
- Les listes à puces sont à éviter, des paragraphes rédigés étant largement préférés. Les tableaux sont à réserver à la présentation de données structurées (résultats, etc.).
- Les appels de note de bas de page (petits chiffres en exposant, introduits par l'outil «  Source ») sont à placer entre la fin de phrase et le point final[comme ça].
- Les liens internes (vers d'autres articles de Wikipédia) sont à choisir avec parcimonie. Créez des liens vers des articles approfondissant le sujet. Les termes génériques sans rapport avec le sujet sont à éviter, ainsi que les répétitions de liens vers un même terme.
- Les liens externes sont à placer uniquement dans une section « Liens externes », à la fin de l'article. Ces liens sont à choisir avec parcimonie suivant les règles définies. Si un lien sert de source à l'article, son insertion dans le texte est à faire par les notes de bas de page.
- La présentation des références doit suivre les conventions bibliographiques. Il est recommandé d'utiliser les modèles {{Ouvrage}}, {{Chapitre}}, {{Article}}, {{Lien web}} et/ou {{Bibliographie}}. Le mode d'édition visuel peut mettre en forme automatiquement les références.
- Insérer une infobox (cadre d'informations à droite) n'est pas obligatoire pour parachever la mise en page.

Pour une aide détaillée, merci de consulter Aide:Wikification.
Si vous pensez que ces points ont été résolus, vous pouvez retirer ce bandeau et améliorer la mise en forme d'un autre article.
Jean Thieulin, né le 29 mars 1894 à Rouen et mort le 2 mars 1960, est un peintre français associé à l'École de Rouen. 

## Biographie
Jean Thieulin naît le 29 mars 1894 à Rouen. Il grandit dans une famille cultivée : son père, Georges Thieulin, tient une librairie renommée rue de la République. Jean est le deuxième de trois fils, avec un frère aîné, Louis, devenu architecte, et un frère cadet, André, sculpteur.
Après des études au lycée Corneille, Jean tenta une carrière de journaliste à Paris, mais revint à Rouen en 1913 pour intégrer l'École des Beaux-Arts. Là, il se lia d'amitié avec des artistes comme Michel Frechon, Alfred Dunet, Léonard Bordes et Pierre Le Trividic. Dès le début, son talent pour le dessin était manifeste.
Pendant la Première Guerre mondiale, Thieulin participa à plusieurs expositions. En 1916-1917, lors de l'exposition "Pour leurs mutilés" au Musée des Beaux-Arts, il présenta trois œuvres aux couleurs vives. En 1918, il exposa à l'Exposition des Peintres de la Mer aux côtés d'artistes tels qu'Eugène Boudin et Claude Monet.
Après la guerre, Jean Thieulin s'intéressa également à la musique et à la poésie, tout en restant fidèle à la peinture. En 1919, il participa au Salon des Artistes Rouennais et fut présent lors de l'inauguration de la Galerie Moderne. Ses œuvres furent bien accueillies, l'une d'elles atteignant 400 francs lors d'une vente aux enchères. En 1920, il fondera un club de jazz. En 1921, il organisa sa première exposition personnelle à la Galerie Moderne, où il fut reconnu comme un peintre talentueux.
En 1924, Thieulin participa à la première exposition de la Société des Artistes Normands,, s'opposant à l'impressionnisme tardif, et en devint le vice-président. Il exposa régulièrement à Rouen et dans d'autres villes, recevant des critiques positives. En 1935, il rejoignit le groupe Les Seize, caractérisé par la diversité de ses membres.
Cependant, la Seconde Guerre mondiale fut tragique pour Thieulin: son atelier et sa maison furent détruits lors de bombardements, entraînant la perte de nombreuses œuvres. Après la guerre, il exposa en 1947 au Musée des Beaux-Arts de Rouen, mais sa production artistique diminua. Il cessa de peindre peu après et vécut ses dernières années dans la dépression. Jean Thieulin décéda le 2 mars 1960, peu après son ami de longue date Pierre Le Trividic.

## Œuvres
Son œuvre, bien que restreinte en raison de ses multiples centres d'intérêt, comprend environ 600 peintures et dessins, notamment des vues de Rouen,. Il était également reconnu pour son talent de dessinateur et de coloriste.